# Sommer-Paralympics 2016/Teilnehmer (Bahrain)
| stlisierte Goldmedaille | stlisierte Silbermedaille | stlisierte Bronzemedaille |
| ----------------------- | ------------------------- | ------------------------- |
| 1                       | —                         | —                         |

Bahrain entsandt zu den Paralympischen Sommerspielen 2016 in Rio de Janeiro 2 Athletinnen.

## Teilnehmer nach Sportart

### Leichtathletik
| Frauen        |                  |   |   |   |   |         |   |      |
| Rooba Alomari | Diskuswerfen F55 | - | - | - | - | 18,26 m | 7 | 7    |
| Fatema Nedham | Kugelstoßen F35  | - | - | - | - | 4,76 m  | 1 | Gold |